# DecoTurf

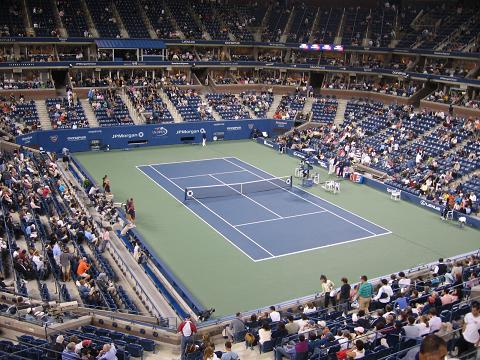
亚瑟·阿什球场，美国网球公开赛的Decoturf。

DecoTurf是一个网球硬地球场品牌，由丙烯酸树脂、橡胶、硅石和其他材料在沥青或混凝土基础上层层叠加而成。它是由位于马萨诸塞州安多弗的加利福尼亚产品公司的运动表面部门制造的。
该表面目前在以下比赛中使用：
- 辛辛那提大师赛
- 迪拜锦标赛
- 加拿大大师赛
- 中国公开赛
- 日本公开赛
- 上海大师赛

1978年至2019年的美国公开赛、在日本东京举行的2020年奥运会、在中国北京举行的2008年奥运会和在希腊雅典举行的2004年奥运会，以及在北京和雅典的残奥会都使用了DecoTurf。